# Ноудешах
Ноудеша́х, или Наудше́х, или Ноудеше́х, или Науде́ш, или Нудше́х, или Нау Даше́х, или Ноуче́х (перс. نودشه‎) — небольшой приграничный город на западе Ирана, в провинции  Керманшах. Входит в состав шахрестана  Паве. На 2006 год население составляло 3 548 человек.

## География
Город находится в северо-западной части Керманшаха, в горной местности западного Загроса, на высоте 1 304 метров над уровнем моря.
Ноудешах расположен на расстоянии приблизительно 117 километров к северо-западу от Керманшаха, административного центра провинции и на расстоянии 455 километров к западу от Тегерана, столицы страны.